# Johannes Hendrikus Donner
Johannes Hendrikus Hein Donner (* 6. Juli 1927 in Den Haag; † 27. November 1988 in Amsterdam) war ein niederländischer Schachgroßmeister.

## Leben
Johannes Hendrikus Donner war ein Sohn des calvinistischen Richters und ARP-Politikers Jan Donner (1891–1981), der 1926 bis 1933 Justizminister und später Präsident des Hohen Rats der Niederlande war. Er  studierte einige Semester Rechtswissenschaften und Psychologie, bevor er Berufsschachspieler wurde.
Er gewann 1954, 1957 und 1958 die niederländische Meisterschaft und galt fast 20 Jahre lang als zweitbester Spieler des Landes hinter dem ehemaligen Schachweltmeister Max Euwe. Er vertrat sein Land von 1950 in Dubrovnik bis 1978 in Buenos Aires bei elf Schacholympiaden und erzielte dabei 92 Punkte aus 153 Partien. 1976 gewann er mit der niederländischen Mannschaft eine Silbermedaille, 1950 (am zweiten Reservebrett) und 1952 (am dritten Brett) erhielt er jeweils Silber in der Brettwertung. Mit den Niederlanden nahm er außerdem an der Endrunde der Mannschaftseuropameisterschaft 1965 in Hamburg teil. 1952 wurde er Internationaler Meister, im Jahre 1959 wurde ihm der Großmeistertitel durch die FIDE verliehen.
Seine größten sportlichen Erfolge waren sein Erster Platz im Hoogoven-Turnier zu Beverwijk 1963, vor den sowjetischen Großmeistern Dawid Bronstein und Juri Awerbach und sein Sieg über Bobby Fischer bei der Schacholympiade 1962. Weitere Erfolge erzielte er in Beverwijk 1950 (Erster vor Euwe und Nicolas Rossolimo), Amsterdam 1958 (Zweiter mit Euwe vor Bronstein), Amsterdam-IBM 1964 (Zweiter hinter Bent Larsen) und Amsterdam-IBM 1965 (Erster vor Bruno Parma). 1971 in Berlin wurde er Zweiter hinter Svetozar Gligorić bei der Internationalen Deutschen Meisterschaft. Seine beste historische Elo-Zahl vor Einführung der Elo-Zahlen war 2622 im August 1966.
In den Niederlanden machte sich Donner einen Namen vor allem durch seine publizistische Tätigkeit für viele Tageszeitungen und Journale. Er galt als ein provokanter und kontroverser Schreiber, der sich nicht scheute, seine Streitigkeiten mit Schachspielern oder anderen Publizisten in aller Öffentlichkeit auszutragen. Insbesondere mit Lodewijk Prins verband ihn eine über viele Jahre andauernde Feindschaft. Er schrieb Kolumnen unter anderem für de Volkskrant und NRC Handelsblad. Als er nach einem Gehirnschlag 1983 körperlich stark eingeschränkt war, setzte er dennoch diese Arbeit bis zu seinem Tod fort.
Auch in die belletristische Literatur fand Donner Einlass: Seinem engen Freund, dem niederländischen Autor Harry Mulisch, lieferte er das Vorbild für die Figur des Onno Quist in dem Roman De ontdekking van de hemel (1992) (dt. Die Entdeckung des Himmels) (1993), der im Jahre 2001 in britisch-niederländischer Produktion verfilmt wurde.